# Diócesis de Ösel-Wiek
La diócesis de Ösel-Wiek o de Saare-Lääne (en latín: Dioecesis Osiliensis, en alemán: Bistum Ösel-Wiek y en estonio: Saare-Lääne piiskopkond) fue una circunscripción eclesiástica de la Iglesia católica en Estonia. Fue suprimida de facto en 1573 por el rey de Dinamarca luego de que en 1560 se la vendiera el último obispo católico. Se trataba de una diócesis latina, sufragánea de la arquidiócesis de Riga. Además de su función episcopal, los obispos de Ösel-Wiek tenían poder temporal, ya que Ösel-Wiek era un principado eclesiástico dentro del Sacro Imperio Romano Germánico, el principado episcopal de Ösel-Wiek.

## Territorio y organización
| Orden livonia Obispado de Curlandia Obispado de Ösel-Wiek | Obispado de Dorpat Ciudad de Riga Arzobispado de Riga |

La Terra Mariana antes del estallido de la guerra livonia:
Orden livonia
Obispado de Curlandia
Obispado de Ösel-Wiek
Obispado de Dorpat
Ciudad de Riga
Arzobispado de Riga

La diócesis se extendió por la región occidental de la actual Estonia, que en la Baja Edad Media era parte de la Confederación de Livonia. Incluía parte de los actuales condados de Saare (en alemán: Ösel), Hiiu y Lääne (en alemán: Wiek). Su territorio desde el 26 de septiembre de 2024 está incluido en la diócesis de Tallin.

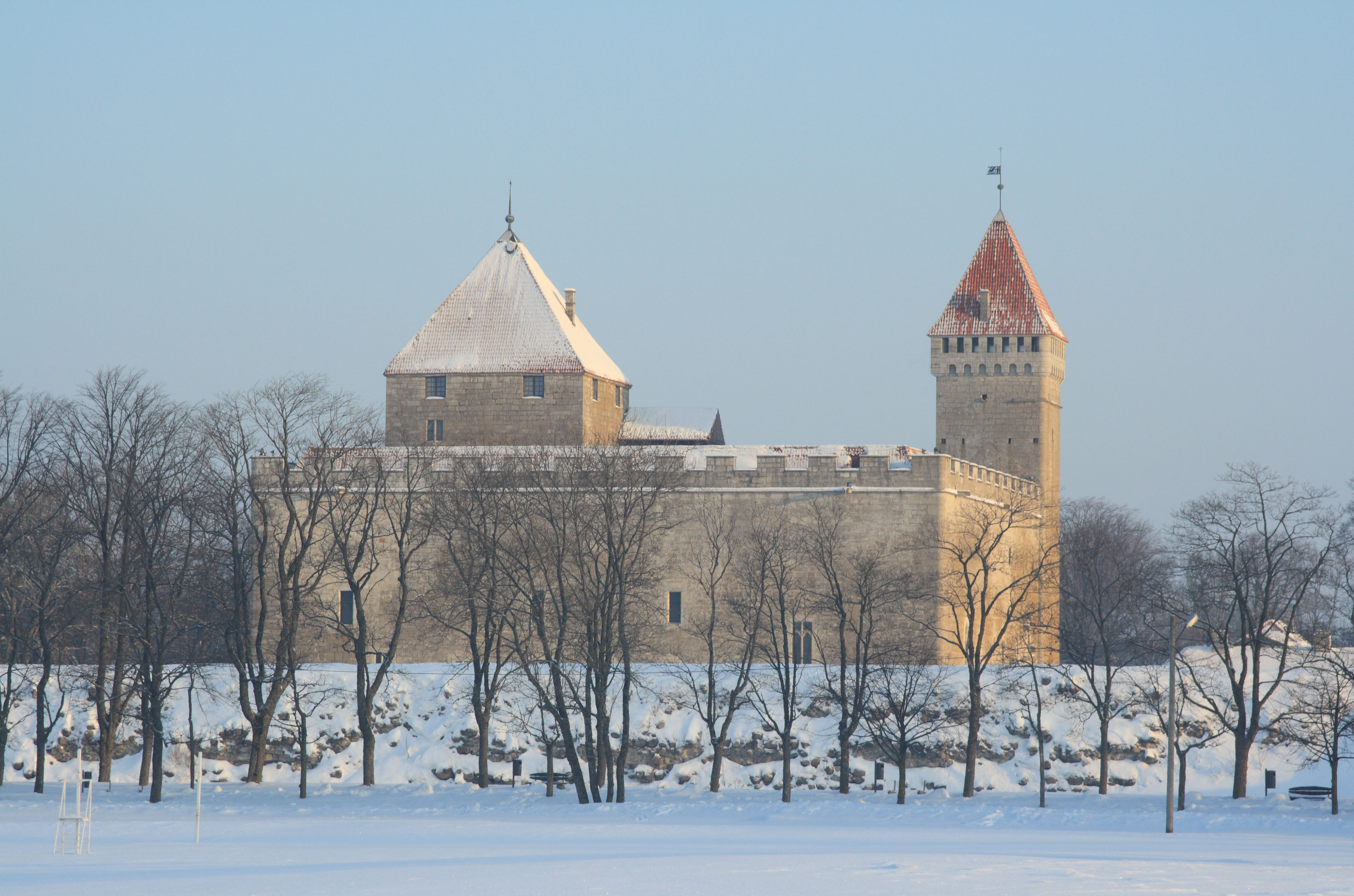
Castillo episcopal de Kuressaare

La sede de la diócesis tuvo varios emplazamientos: Leal (hoy Lihula), Vana-Pärnu (Pärnu antigua), Haapsalu y finalmente el castillo de Kuressaare en la isla Saaremaa. La catedral de San Juan Evangelista y el cabildo de los canónigos estaban ubicados en Haapsalu, en el castillo episcopal de la ciudad, que hoy es una iglesia perteneciente a la Iglesia evangélica luterana de Estonia.

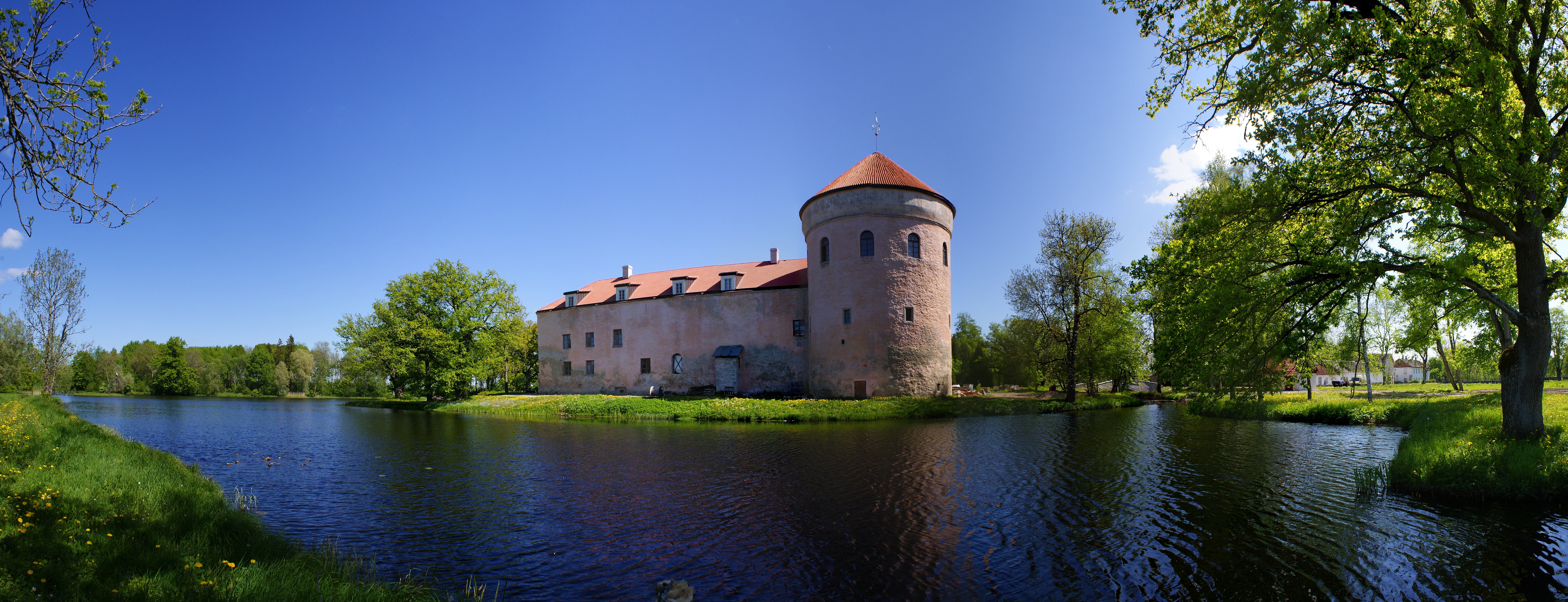
Castillo episcopal de Koluvere

## Historia
Las Cruzadas bálticas fueron sancionadas por el papa y protagonizadas mayoritariamente por alemanes del Sacro Imperio Romano Germánico y daneses. Una de ellas fue la Cruzada de Livonia, que fue la conquista del territorio que constituyen las actuales Estonia y Letonia. Las cruzadas acabaron con la creación el 2 de febrero de 1207 de un estado eclesiástico llamado Terra Mariana en los territorios conquistados, como principado del Sacro Imperio Romano Germánico, proclamado por el papa Inocencio III en 1215 como dependiente de la Santa Sede La Terra Mariana y el ducado de Estonia, tierras en la orilla oriental del mar Báltico, fueron los últimos confines de Europa en ser cristianizados. Después del éxito de la Cruzada, los territorios ocupados, alemán y danés, fueron divididos en seis principados feudales por el legado apostólico Guillermo de Módena, uno de ellos fue el de Ösel-Wiek, que comprendía el territorio de Wiek y las islas Saaremaa, Hiiumaa, Muhu y otras menores.
La diócesis fue erigida en 1228 por el obispo Alberto de Riga. El 29 de junio de 1228 el primer obispo de Ösel-Wiek, Gottfried (abad del monasterio cisterciense de Dünamünde), firmó un tratado con la Orden de los Hermanos de la Espada. A esta orden se le asignó un tercio de todas las islas de la diócesis, pero el obispo retuvo los derechos espirituales allí. La orden debía ofrecer a cambio protección militar a la diócesis. El 1 de octubre de 1228 el principado episcopal de Ösel-Wiek fue formalmente creado dentro del Sacro Imperio Romano Germánico.
El papa Inocencio IV confirmó el traslado de la diócesis de Leal a diócesis de Dorpat el 5 de febrero de 1234, cuando se estableció en Leal el obispo de Ösel-Wiek. Se mantuvo allí la sede hasta 1251, cuando el obispo Heinrich fundó Vana-Pärnu, y construyó allí la Catedral de Jesucristo, la Virgen María y Juan Evangelista.  
En 1253 Ösel-Wiek pasó a formar parte de la provincia eclesiástica de la arquidiócesis de Riga, siendo previamente posiblemente inmediatamente sujeta a la Santa Sede.
Vana-Pärnu fue destruida el 2 de febrero de 1263 por los samogitios, por lo que la sede episcopal fue trasladada a Haapsalu en 1279, cuando el obispo la declaró ciudad.
En 1270 la diócesis fue invadida por los lituanos. En 1298, debido a que la ciudad de Riga, el arzobispo de Riga y el obispo de Ösel-Wiek se habían aliado con los lituanos contra la Orden Livonia, el maestre de la orden capturó las tierras del obispo de Ösel-Wiek, incluida las fortalezas de Koluvere y de Leal. El obispo fue hecho prisionero y la iglesia de Leal fue destruida. Luego los territorios capturados fueron devueltos a la diócesis tras la intervención de los representantes papales en 1302.
A partir del siglo XIV la residencia del obispo estuvo ubicada alternativamente en Haapsalu y en Kuressaare, en donde se encuentra el Castillo episcopal de Kuressaare. En 1439 fue construido el Castillo episcopal de Koluvere, que sirvió de residencia del stiftifoogt o gobernante secular del obispado.

### Reforma protestante
Después de que la guerra livonia comenzara en enero de 1558 con la invasión rusa de Iván el Terrible, los estados de Livonia se reunieron en Dorpat en junio de 1558. Allí, el príncipe obispo de Ösel-Wiek y de Curlandia, Johann von Munchausen, abogó por recurrir a Dinamarca en busca de ayuda, y no a los reinos cercanos de Polonia-Lituania o Suecia. Sin embargo, después de que los estados pidieran el apoyo de Suecia, conquistó la ciudad y el castillo teutónico de Reval en nombre del rey danés y fue nombrado gobernador de Estonia. 
En septiembre de 1559 el príncipe-obispo Johann von Munchausen (último en comunión con la Santa Sede) envió a su hermano al Reino de Dinamarca en busca de protección ante el peligro de una invasión rusa. En virtud de un acuerdo firmado el 26 de septiembre de 1559 con el rey Federico II de Dinamarca, a cambio de la concesión de un crédito y de la garantía danesa de protección, el obispo concedió al rey danés la potestad de nombrar al obispo de Ösel-Wiek, lo que en la práctica equivalía a la venta del principado episcopal por 30 000 táleros y a su renuncia como obispo.
Federico II cedió estas posesiones el 15 de abril de 1560 a su hermano Magnus de Holstein, quien, como él, era luterano, bajo la condición de que renunciara a sus derechos de sucesión en los ducados de Schleswig y Holstein. Magnus llegó con un ejército mercenario a Ösel, el obispo Munchausen renunció, y el 13 de mayo de 1560 fue nombrado obispo por el cabildo de la catedral bajo presión militar. En mayo de 1560 el rey danés también compró los derechos del obispo de Curlandia al coadjutor Ulrich Bär, quien según el derecho canónico debería haberse convertido en el nuevo obispo de Curlandia después de la muerte o renuncia del obispo. En febrero de 1561 Magnus, ya obispo de las dos diócesis secularizadas, regresó a Dinamarca en busca del apoyo militar del rey, quien se lo concedió a cambio de que toda la autoridad ejecutiva estuviera en manos de un gobernador de designación real. En mayo de 1561 Magnus regresó a sus diócesis.
El 28 de noviembre de 1561 el Tratado de Riga dispuso la secularización de la Orden Livonia y el fin de la Terra Mariana o Confederación Livonia. 
El obispo Munchausen viajó a Dinamarca y luego a Alemania, en donde para 1566 ya era un predicador luterano y murió el 23 de enero de 1572.
Dinamarca entregó Wiek a Polonia a cambio de las posesiones de la Orden Livonia en Ösel. En 1563 comenzó la guerra nórdica de los Siete Años y Suecia conquistó Wiek y la mitad de Ösel/Saaremaa (antiguas áreas del feudo de Maasilinna). A principios de agosto Suecia conquistó Haapsalu y en septiembre toda Hiiumaa. Los suecos impusieron el luteranismo a la población católica.
A partir del 20 de marzo de 1567 Magnus secularizó el obispado y lo convirtió en condado bajo la corona danesa, titulándose señor de la diócesis de Ösel y Wiek, aunque solo poseía Ösel y bajo un gobernador real. En 1570 Magnus viajó a Rusia y se pasó al Imperio ruso, pero fracasó en su intento de conquistar Livonia. En 1573 el rey danés incorporó Ösel a sus dominios y el obispado dejó formalmente de existir.

## Episcopologio
- Gottfried, O.Cist. † (1227-26 de julio de 1229 falleció)
- Heinrich, O.P. † (1235-10 de marzo de 1260 falleció)
- Hermann von Buxhoeveden † (20 de agosto de 1262 consagrado-después del 5 de diciembre de 1285 falleció)
- Heinrich † (10 de mayo de 1290-?)
- Jakob † (1294?-enero de 1307 falleció)
- Hartung † (antes del 27 de febrero de 1312-circa 1320 falleció)
- Jakob † (3 de marzo de 1322-1337 falleció)
- Hermann Osenbrügge † (23 de febrero de 1338-1363 falleció)
- Konrad † (24 de julio de 1363-después de 1369 falleció)
- Heinrich † (23 de octubre de 1374-1383 falleció)
- Winrich von Kniprode † (28 de marzo de 1385-5 de noviembre de 1419 falleció)
- Caspar Schuwenflug † (8 de enero de 1420-10 de agosto de 1423 falleció)
- Christian Kuband, O.Praem. † (10 de agosto de 1423-21 de julio de 1432 falleció)
- Johann Schutte † (22 de octubre de 1432-? falleció)
- Johann Creul, O.T. † (20 de marzo de 1439-23 de septiembre de 1454 falleció)
- Ludolf Grove † (circa 1454-circa 1458 falleció)
- Jodokus Hoenstein † (24 de julio de 1458-después del 4 de junio de 1469 falleció)
- Peter Wetberg † (17 de junio de 1471-21 de noviembre de 1491 falleció)
- Johann Orgies † (26 de marzo de 1492-19 de marzo de 1515 falleció)
- Johann Kyvel (Kievel) † (19 de marzo de 1515 por sucesión-antes del 20 de mayo de 1527 falleció)
- Georg von Tiesenhausen † (20 de mayo de 1527-12 de octubre de 1530 falleció)
- Reinhold Buxhoeveen † (8 de julio de 1532-1541 renunció)
- Johann von Münchhausen † (9 de enero de 1542-26 de septiembre de 1559 vendió sus derechos y renunció en 1560)